# Коломацький Анатолій Васильович
Анатолій Васильович Коломацький (11 січня 1935, м. Суми — 26 серпня 2008, м. Суми)  — громадський діяч у Сумах. Засновник приватного Музею українських старожитностей Слобожанщини. Професійний біолог-селекціонер у галузі картоплярства, одним із перших поширював в Україні культуру виготовлення та споживання чипсів (1960-ті роки)[джерело?]. Науковий журналіст.
Один із активістів дисидентського руху в м. Суми у часи радянської влади.

## Біографія

### Виховання
Батько Анатолія Васильовича  — Василь Іванович Коломацький у 1918 році, під впливом агітації Троцького (який приїздив із агітпоїздом до містечка під Курськом де він проживав), вступив до Червоної армії і до комуністичної партії. 4 роки воював у Середній Азії. Під час війни розчарувався у комунізмі і по дорозі з фронту викинув партійний квиток. Прибувши на постійне місце проживання до Сум не став на облік, як член компартії. Бажав, щоб син був подалі від політики. В родині панувало пасивне засудження комуністичного режиму, політики русифікації.
До середньої школи Анатолій Васильович пішов у часи німецької окупації, а закінчив у часи пізнього сталінізму.

### Навчання

Московські літературні курси журналістики. Третій праворуч — Анатолій Коломацький, третій ліворуч — поет Євген Євтушенко

Закінчив сумську середню школу № 4 (1942—1952), після поступив до Тимірязівської сільськогосподарської академії (Москва), агрономічний факультет (1957), єдиний на факультеті, хто на відмінно здав усі вступні іспити[джерело?]. Тут же, у Москві, закінчив літературні курси журналістики.

### Трудова діяльність
1957 направлений до Сумської агрономічної станції молодшим науковим співробітником, де працював до 1960 року. Працює на Чернігівській дослідної станції «селекції насінництва» у селищі Седнів ;— 3 роки. Від 1966 року;— науково-дослідницька робота у Київській області («Сквирівське дослідне поле»).
1973 року захистив кандидатську дисертацію.
У 1975—1980 роках працював науковим секретарем «Миронівського науково-дослідницького інституту селекції насінництва пшениці» під керівництвом академіка Ремесла Василя Миколайовича.
1980—2006 роки — доцент Сумського аграрного інституту (тепер Сумський національний аграрний університет). Друкувався в обласній, міській і республіканській пресі.
Коломацький активно розвивав жанр актуальної наукової журналістики, професійно дописуючи про наукові дослідження у загальнодоступній пресі, а також на радіо, телебаченні.

### Наукові праці і винаходи
Автор 41 наукової роботи з питань рослинництва, селекції і насінництва польових культур. Розвивав масову культуру споживання картоплі та бобових культур, зокрема у приватних господарствах. Фактично є одним з батьків українських чипсів[джерело?], оскільки активно популяризував цей вид їжі у гастрономічних та селекційних виданнях, розробив рекомендації використання сортів картоплі для виготовлення чипсів.
У 1970-тих займався проблематикою вирощення інтенсивних сортів пшениці у центральній Україні.

### Життєві пріоритети

Анатолій Васильович Коломацький похований поруч з батьками

Коломацький входив до кола українських дисидентів міста Суми, яке підтримувало поета-нонкомформіста Миколу Данька. Через це був під постійним тиском партійних органів (за «зв'язки із націоналістами»), мав неодноразові виклики на співбесіди до обласного управління КДБ. Факт громадянської мужності вченого-біолога зафіксував літературознавець В. Садівничий у роботі про поета М. Данька:
| Знаходилися люди, які матеріально та морально підримували Миколу Данька: хімік-академік Федір Овчаренко, українські літератори Анатоль Перепадя, Валентин Корнієнко, Микола Лукаш, Григорій Кочур, Борис Антоненко-Давидович, Володимир Зленко, російський поет Леонід Мартинов, національний поет Удмуртії Фрол Васильєв. У Сумах це робили лікар Віктор Казбан, доцент сільгоспінституту Анатолій Коломацький, архітектор Анатолій Сай |
Про широкий діапазон літературних інтересів сумської інтелігенції, яка вчащала до нелегального поетичного салону поета Миколи Данька, свідчать спогади сина Анатолія Коломацького, Василя (йдеться про період 1980-их років):
| Тато приносив Миколі Михайловичу газети, хліб, молоко. А Микола Михайлович частував нас чаєм. Розмовляли про літературу. Спілкувалися з годину і щиро прощались. В 1980-82 роках при зустрічах в основному спілкувався тато, а я був пасивним слухачем. Тато запитував про оцінку того чи того автора, про стосунки між літераторами в тих чи тих літературних угрупованнях. Іноді тато розповідав щось щойно прочитане із мемуарної літератури. Тато міг спитати: «Миколо, чому популярність Максима Горького у Європі впала після Першої світової війни?», чи «Чому Зінаїда Гіпіус не визнала Сергея Єсєніна?», чи «Чому Микола Гоголь писав російською і що він становив із себе як історик?», чи «Що ти думаєш про роман Федора Сологуба «Мєлкій бєс»?». Тато також часто запитував про Пантелеймона Куліша, Лесю Українку, Миколу Хвильового і т.д. Тобто мова скоріше ішла не про саму поезію, а про літературний процес, літературні угруповання і стосунки всередині них. |
Коломацький приятелював з усією творчою елітою Сум 1970-80. У приміщенні Спілки художників за його участю утворився своєрідний гурток проукраїнської інтелігенції, де були скульптори Лютий і Пашков, лікар Віктор Казбан, архітектор Анатолій Сай, художник Анатолій Івченко. Щоправда, дещо виклична поведінка Коломацького у національному питанні насторожувала інших діячів українського руху, які уникали контактів із ним (зокрема, краєзнавець та журналіст Геннадій Петров).
Найвиразнішу характеристику Анатолію Васильовичу Коломацькому дає син Василь:
| Батько жив в якомусь своєму духовному просторі, де були живі і Мазепа, і Наполеон, і Сталін, і Куліш, Василь Симоненко, і Ліна Костенко де була його вічна Шишкарівка, його кішка, у якої він вчився робити ранкову гімнастику, художники, що малювали неньку-Україну, де дисиденти боролися із брилою комунізму, а Хвильовий постійно кидав гасло «Геть від Москви», і все це крутилося в інтенсивному колі ніцшевського «постійного повернення». Він фактично створив свою власну "сумську" міфологію. І саме таким незвичайним і самодостатнім він і подобався друзям. Він був «персоною», «фігурою», мав «колорит», «характер». Це важко передати словами і важко визначити це як суспільну функцію. Але така суспільна функція є - бути персоною. Ось це і цікаво в феномі батька. Він не загубився в колективному комуністичному суспільстві, а став особою. |

### Колекція
Систематизації і якоїсь певної направленості у колекції не було. Анатолій Васильович збирав усе, що подобалося не зважаючи має предмет хоч якусь цінність. Окрім сина Василя родина подібне захоплення не підтримувала, бо вважали, що батько сімейства просто збирає мотлох. Купував речі на базарі, часто в антикварів. Рушники в основному були від студентів.
Колекціював народні українські старожитності Слобожанщини. У 1990-х роках у батьківській оселі утворив приватний Музей старожитностей, в якому сам проводив екскурсії. Серед експонатів була велика кількість глиняних горщиків (близько 100 шт.), жіночого та чоловічого одягу, домотканих рушників (близько 300 шт.), дерев'яних та металевих інструментів традиційних ремесел, близько 100 ікон народного письма. Картини сучасних сумських художників. До колекції також входили меморіальні речі Миколи Данька, які тепер передані у фонд музею Миколи Данька у с. Славгород, Краснопільського району. Дореволюційні меблі. Частина колекції потрапила до осередків української діаспори в Канаді.

## Родина
Був одружений з Ольгою Левицькою. Наприкінці життя мешкав окремо у батьківській хаті, де розміщувалася колекція, бо трапилося кілька епізодів пограбування. Мав 2 синів — Андрія і Василя. Старший син — Василь Коломацький — головний редактор незалежного сайту української діаспори «Кобза — українці Росії», активіст українського руху в Канаді.
Анатолій Коломацький помер 26 серпня 2008 року. Похований на сумському міському цвинтарі.